# Шустко, Лев Сергеевич
Лев Сергеевич Шустко (1935—2004) — советский и российский военачальник, генерал-полковник (1987).
Командующий войсками Северо-Кавказского военного округа в 1986—1993 г.

## Биография
Лев Шустко родился 15 февраля 1935 года в г. Мытищи Московской области.
Прошёл путь от командира взвода до командующего войсками военного округа, служил в Афганистане, принимал участие в боевых операциях в Чечне и Ингушетии.
Окончил Ульяновское гвардейское танковое училище им. В. И. Ленина (1952—1955)
- Военную академию бронетанковых войск (1962—1965)
- Военную академию Генерального штаба Вооружённых Сил имени К. Е. Ворошилова (1972—1974).

### Прохождение службы
- 1955—1959 — командир танкового взвода, заместитель командира танковой роты, помощник начальника штаба учебного танкового батальона;
- 1959—1961 — старший адъютант командующего танковой армией;
- 1961—1962 — командир танковой роты;
- 1965—1966 — командир танкового батальона;
- 1966—1967 — начальник штаба танкового полка;
- 1967—1968 — старший офицер танковой подготовки Управления боевой подготовки Прикарпатского военного округа;
- 1968—1971 — командир 104-го гвардейского танкового полка 70-й гвардейской танковой дивизии ПрикВО;
- 1971—1972 — заместитель командира мотострелковой дивизии;
- 1974—1978 — командир 7-й гвардейской танковой Киевско-Берлинской дивизии ГСВГ;
- январь 1978 — декабрь 1979 — 1-й заместитель командующего 3-й общевойсковой армией ГСВГ;
- декабрь 1979—1983 — командующий 7-й общевойсковой армией ЗакВО;
- 1983—1985 — 1-й заместитель командующего войсками Северо-Кавказского военного округа;
- 1985—1986 — 1-й заместитель командующего войсками Туркестанского военного округа;
- июль 1986 — июнь 1993 — командующий войсками Северо-Кавказского военного округа.

### В отставке
Уволен в отставку в 1993 году.
Был Народным депутатом СССР от Затеречного национально-территориального избирательного округа № 628 Северо-Осетинской АССР.
С 2000 г. представитель концерна «Росэнергоатом» в Ростовской области.
Умер 12 октября 2004 года. Похоронен с воинскими почестями на Северном кладбище Ростова-на-Дону

## Награды
Награждён орденами и медалями СССР и России:
- Орден Октябрьской Революции
- Орден Красного Знамени
- Орден «За службу Родине в Вооружённых Силах СССР» 3-й степени
- Юбилейная медаль «За воинскую доблесть. В ознаменование 100-летия со дня рождения Владимира Ильича Ленина»
- Юбилейная медаль «Двадцать лет Победы в Великой Отечественной войне 1941—1945 гг.» (7 мая 1965[3])
- Юбилейная медаль «Тридцать лет Победы в Великой Отечественной войне 1941—1945 гг.»[4]
- Юбилейная медаль «Сорок лет Победы в Великой Отечественной войне 1941-1945 гг.»[5]
- Юбилейная медаль «50 лет Победы в Великой Отечественной войне 1941—1945 гг.»[6]
- Медаль «Ветеран Вооружённых Сил СССР»
- Медаль «За укрепление боевого содружества»
- Юбилейная медаль «40 лет Вооружённых Сил СССР»[7]
- Юбилейная медаль «50 лет Вооружённых Сил СССР» (26 декабря 1967[8])
- Юбилейная медаль «60 лет Вооружённых Сил СССР» (28 января 1978[9])
- Юбилейная медаль «70 лет Вооружённых Сил СССР» (28 января 1988[10])
- Медаль «За безупречную службу» I степени
- Медаль «За безупречную службу» II степени
- Медаль «За безупречную службу» III степени

## Память
- На доме в Ростове-на-Дону, где жил Шустко в 1986—1993 годах, установлена памятная доска.[11]